# Kunsthalle Erfurt

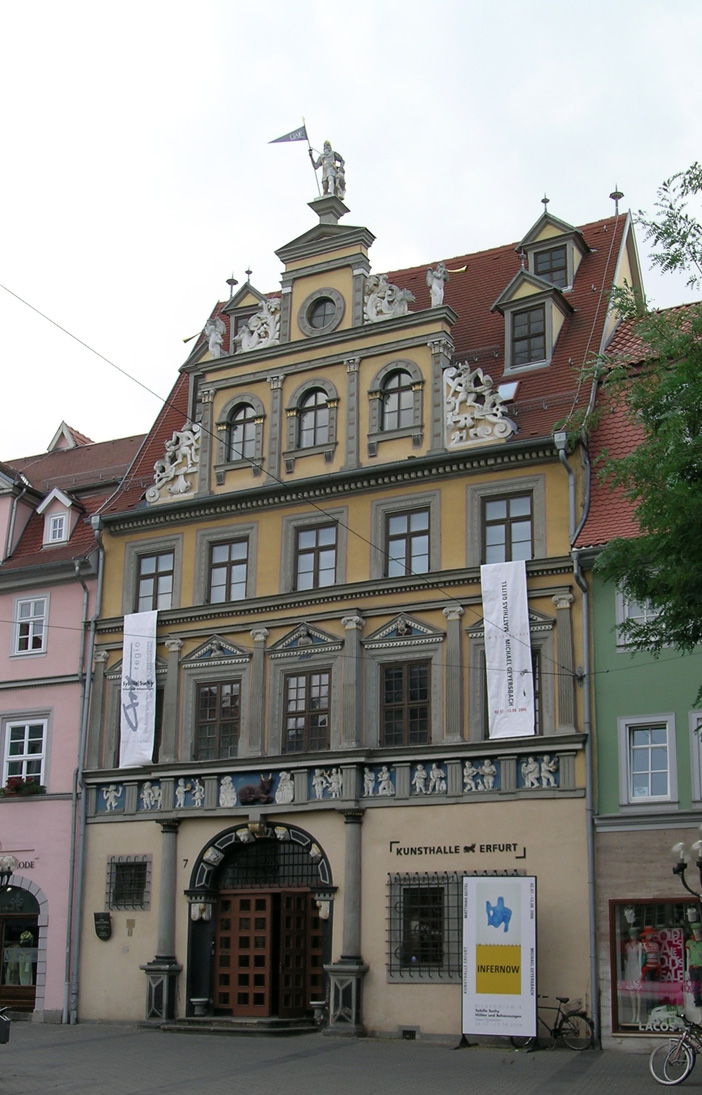
Erfurter Haus „Zum Roten Ochsen“ (Ansicht vom Fischmarkt) (Foto: 2006)

Die Kunsthalle Erfurt befindet sich in der Erfurter Altstadt, am Fischmarkt im Haus zum Roten Ochsen. Hier ist auch der Sitz des Erfurter Kunstvereins.

## Geschichte und Konzept
Nach langer und aufwändiger Restaurierung des „Hauses zum Roten Ochsen“ und Modernisierung der technischen Einbauten wurde die Kunsthalle Erfurt im Jahr 1979 als städtische „Galerie am Fischmarkt“ mit der Ausstellung „Kunsthandwerk in der DDR“ eingeweiht. In der Folge fand dort in der DDR eine bedeutende Anzahl von  Ausstellungen statt, u. a. die Quadriennale des Kunsthandwerks sozialistischer Länder.
Seit 2000 trägt diese Einrichtung die Bezeichnung „Kunsthalle Erfurt“. Heute verfügt die Kunsthalle Erfurt über eine Ausstellungsfläche von 750 Quadratmetern, sie nutzt diese für ständig wechselnde Ausstellungen der Bildenden Kunst – thematisch vom Beginn der Moderne bis zur unmittelbaren Gegenwart.
Die überwiegend mit städtischen Mitteln finanzierte Kulturstätte besitzt keine eigene Kunstsammlung. Sie versteht sich als überregional orientierte und anerkannte Adresse für zeitgenössische Bildende Kunst aller Erscheinungsformen. Dabei möchte sie auch Podium für junge Künstler zur Präsentation ihrer Arbeiten in der Öffentlichkeit sein. Einen weiteren Schwerpunkt bilden die Retrospektiven zu international bedeutsamen Klassikern der Moderne. Zunehmend werden in den Ausstellungen auch moderne Kunsttrends in der Digitalfotografie, Videokunst sowie Klang- und Rauminstallationen präsentiert. Diese ergänzen die bisherigen Schwerpunkte Malerei, Skulptur und Grafik.

## Ausstellungen (unvollständig)
- 1981: Gebrauchsgrafik im Bezirk Erfurt.
- 1981: Aquarelle der DDR.
- 1982: Unedler Schmuck
- 1984: Herbert Sandberg: Grafik.
- 1984: Malerei, Grafik, Plastik, Restaurierung, Kunstwissenschaft: Bezirkskunstausstellung des VBK.
- 1984: Schmuck und Glas
- 1984: Vier Meister der Pressefotografie
- 1986: Otto Knöpfer: Malerei.
- 1987: Fotografie in der Kunst der DDR.
- 1988: Schmuck - Zweite Schmuckausstellung der DDR.
- 1988: Tina Bauer-Pezellen: Zeichnungen und Malerei.
- 1989: Max Bill. Grafik.
- 1989: Erste juryfreie Ausstellung des Verbandes Bildender Künstler der DDR.
- 1991: Querschnitt: Junge Kunst aus dem Kanton Bern. Stefan Haenni, Daniel Hausig, Lorenz Spring, Dominik Stauch, Peter Wüthrich u. a.
- 1991: Configura 1: Kunst in Europa.[3]
- 1992: Schätze aus Erfurter Kirchen. Eine Ausstellung zum 1250jährigen Bestehen der Stadt Erfurt.
- 1993: Kunstlandschaften: Der Garten - Der Teich - Der Wald - Der Himmel (ein Configura-Projekt).
- 1995: Configura 2: Dialog der Kulturen - Die Frage, 40 Antworten.
- 1996: Einsatz für die Moderne - Hommage à Kaesbach.
- 1997: Standbein. Spielbein. Malerei, Zeichnungen, Collagen, Grafik.
- 1997: Plakate in China aus den Brandenburgischen Kunstsammlungen Cottbus.
- 1998: Liz Bachhuber. Arbeiten 1992-1998.
- 1998: Valie Export u.a.: Gabriele Münter Preis 1997.
- 1999: Ernst Ludwig Kirchner: Die Fotografie.
- 1999: Marwan: Neunundneunzig Gesichter - Gemälde, Zeichnungen, Druckgrafik.
- 2000: Nakis Panayotidis - Uchronos - Utopos.
- 2001: Paul Pfarr: Die Nähe der Dinge - Materialassemblagen, Installationen.
- 2001: Die österreichische Moderne nach 1945 in der Sammlung Essl.
- 2002: Norbert Frensch - Malerei.
- 2005: Rolf Szymanski & Emil Schumacher - Ein Bildhauer und ein Maler im Dialog.
- 2011: Thomas Lindner (Künstler). Balancen. Plastiken, digitale Fotomontagen.
- 2011: Frank Darius. Willkommen im Garten. Fotografie.
- 2011: Kyungwoo Chun. Thousands.
- 2013: Peter Behrens. Vom Jugendstil zum Industriedesign.
- 2013: Jessica Backhaus & Gisèle Freund. CC – Classic Contemporary.
- 2013/2014: Zwischen Ausstieg und Aktion – Die Erfurter Subkultur der 1960er, 1970er und 1980er Jahre.
- 2014: Steve McCurry. Retrospective.
- 2014: Julian Röder & Robert Capa. CC – Classic Contemporary.
- 2014: Maarten Sleeuwits. Objects and Recordings.
- 2017: Exodus: Fotografien von Sebastião Salgado.
- 2017: „SO WEIT – SO GUT“ 20 junge fotografische Positionen.[4][5]
- 2019: „Aggroschaft - Marc Jung & The Gang“ - Gruppenausstellung (Marc Jung, Benedikt Braun, Ulrike Theusner, Moritz Schleime und Till Lindemann).
- 2019: Arik Brauer. Phantastisch-Realistisch. Ein Lebenswerk.
- 2020: Lee Miller: To believe it.[6][7]
- 2021: Hans-Christian Schink: So weit. Fotografien seit 1990.
- 2022: Cihan Cakmak. Where I've never been.
- 2023: Urban Desire. Fotografien und Videoinstallationen von Gudrun Kemsa.
- 2024: Ute Mahler, Werner Mahler & Ludwig Schirmer. An seltsamen Tagen über Flüsse in die Städte und Dörfer bis ans Ende der Welt